# Église Saint-Pierre de Saint-Pierre-de-Cormeilles
Pour les articles homonymes, voir Église Saint-Pierre.
L'église Saint-Pierre, située dans la commune de Saint-Pierre-de-Cormeilles dans l'Eure, est construite au XIIIe siècle. Remaniée au XVIe siècle (lambris de couvrement de la nef et du chœur), elle subit de nombreux travaux au XIXe siècle (construction de la tour clocher en 1855, de la sacristie, réfection des baies de la nef, érection de la croix de cimetière).
On peut y admirer un ensemble de quatorze reliefs du XVIIe siècle représentant les Apôtres et les vertus théologales ainsi que deux anges musiciens en bois du XVIIe siècle.

## Inventaire du mobilier
- Harmonium du XIXe siècle[2]
- Calice (argent, début du XXe siècle)[3]
- Ensemble de 14 chaperons de confrérie de charité[4]
- Ensemble de 15 chaperons de confrérie de charité[5]
- Bannière de procession de la charité de Saint-Pierre-de-Cormeilles[6]
- Statue Vierge à l'Enfant (pierre, XVIe siècle)[7]
- Christ en croix (bois, XVIe siècle, croix moderne)[8]
- Deux hauts-reliefs d'anges musiciens (bois, XVIIe siècle))[9]
- Statuette de saint Jean-Baptiste (bois, XVIIe siècle)[10]
- 14 reliefs les apôtres et les vertus théologales (bois, XVIIe siècle)[11]
- Verrière de François Décorchemont (1953)[12]
- Verrière de François Décorchemont (1953)[13]
- Verrière de François Décorchemont (1953)[14]
- 4 Verrière de François Décorchemont (1953)[15]
- Verrière Agneau de Dieu (XIIIe siècle)[16]